# جون س. ماكوين
جون س. ماكوين (بالإنجليزية: John C. McQueen)‏ هو ضابط أمريكي، ولد في 5 يوليو 1899 في كارولتون في الولايات المتحدة، وتوفي في 7 ديسمبر 1985 في مينلو بارك في الولايات المتحدة.